# 루스만 구나완
루스만 구나완(인도네시아어: Rusman Gunawan)은 인도네시아의 이슬람주의자이다.
자와바랏 주 출신이며 파키스탄에서 이슬람교 학교(마드라사) 교육을 받았다. 학교를 졸업한 이후에는 아프가니스탄에 위치한 알카에다 기지에서 훈련을 받았고 알카에다, 제마 이슬라미야 조직원으로 활동했다. 2003년 8월 5일 인도네시아 자카르타에 위치한 JW 매리엇 호텔 폭탄 테러에 대한 재정적인 지원에 나섰으며 2004년 10월에는 인도네시아 법원으로부터 테러 지원 혐의로 징역 4년을 선고받았다.